# رامي فايز
رامي فايز (23 سبتمبر 1986- ) لاعب كرة قدم قطري من أصول أردنية.
لعب سابقاً مع أندية الريان ولخويا وأم صلال وقطر وانتقل إلى نادي الجيش عام 2013 وأعاره الجيش إلى أندية أم صلال والعربي و السيلية ومرة أخرى أم صلال وبعدها انتقل إلى نادي قطر و بعدها عاد إلى نادي أم صلال ونادي السيلية.

## روابط خارجية
- رامي فايز على موقع إي إس بي إن إف سي (الإنجليزية)
- رامي فايز على موقع قاعدة بيانات كرة القدم.إي يو (الإنجليزية)
- رامي فايز على موقع Soccerway.com (الإنجليزية)
- رامي فايز على موقع عالم كرة القدم.نت (الإنجليزية)